# Radduscher Ziegelei
Die Radduscher Ziegelei, niedersorbisch Radušańska cyglownja, ist der ehemalige Standort einer Ziegelei und heute ein Wohnplatz in Raddusch, einem Ortsteil der Stadt Vetschau/Spreewald im Landkreis Oberspreewald-Lausitz in Brandenburg.

## Lage
Die Radduscher Ziegelei liegt in der Niederlausitz, etwa fünf Kilometer nordwestlich von Vetschau und sieben Kilometer südöstlich der Stadt Lübbenau. Umliegende Dörfer sind Raddusch im Nordosten, Göritz im Südosten, Koßwig im Süden sowie die Lübbenauer Ortsteile Bischdorf im Südwesten und Groß Lübbenau sowie Boblitz im Nordwesten.
Der Wohnplatz liegt am südlichen Rand des Biosphärenreservats Spreewald und gehört zum amtlichen Siedlungsgebiet der Sorben/Wenden. Radduscher Ziegelei befindet sich unmittelbar an der Landesstraße L49 nach Cottbus, direkt südlich läuft die Bundesautobahn 15 an der Siedlung vorbei. Das Dorf befindet sich in rekultiviertem Tagebaugebiet in der Nähe des Kahnsdorfer Sees und des Bischdorfer Sees. Von Radduscher Ziegelei aus führt eine Stichstraße zur Slawenburg Raddusch.

## Geschichte
Die ursprüngliche Radduscher Ziegelei wurde 1794 von dem Gutsbesitzer Paulisch errichtet, da sich in der Nähe der Ortslage Lehmvorkommen befanden. Der Lehm wurde ursprünglich von Hand abgebaut und die Ziegel auch händisch gefertigt. Erst im Jahr 1908 wurde die Ziegelproduktion durch die Errichtung eines Ringofens gesteigert. 1918 versiegten die Lehmvorkommen bei Raddusch, die Ziegelei stellte daraufhin ihren Betrieb ein und wurde später gesprengt. Heute besteht die Siedlung Radduscher Ziegelei aus drei Wohngebäuden.
Der Wohnplatz gehörte seit seiner Errichtung zur damaligen Gemeinde Raddusch. Nach der auf dem Wiener Kongress beschlossenen Teilung des Königreiches Sachsen wurde die Niederlausitz dem Königreich Preußen zugeordnet, die Siedlung gehörte dort zum Landkreis Calau, der 1950 in Landkreis Senftenberg umbenannt wurde. Nach der Kreisreform in der DDR am 25. Juli 1952 kamen Raddusch und die zugehörigen Siedlungen zum Kreis Calau im Bezirk Cottbus. Nach der Wende wurde der Kreis Calau in Landkreis Calau umbenannt und Radduscher Ziegelei wurde nach der Kreisreform im Dezember 1993 dem Landkreis Oberspreewald-Lausitz zugeordnet. Am 26. Oktober 2003 wurde Raddusch mit dem Wohnplatz Radduscher Ziegelei in die Stadt Vetschau/Spreewald eingemeindet.